# Israel Finkelstein
Israel Finkelstein (hebrejsky: ישראל פינקלשטיין, Jisra'el Finkelštajn také Finkelštejn, nar. 29. března 1949 v Petach Tikvě) je izraelský archeolog a profesor Telavivské univerzity a spoluvedoucí vykopávek v Megidu v severním Izraeli. Spolu s Juvalem Gorenem a Nadavem Na'amanem Finkelstein je znám zejména pro své nekonvenční interpretace archeologického materiálu a biblické historie. Roku 2005 obdržel spolu s Graemem Barkerem od telavivské univerzity Cenu Dana Davida za archeologii.

## Biblická historie a interpretace Bible
Finkelstein nabourává dosavadní představu starověkých izraelských dějin a vytváří novou, založenou na předpokladu, že to, co není dochováno či dokázáno, neexistovalo. Spolu se Silbermanem tvrdí, že většina Tanachu byla sepsána v judském království v 7. století př. n. l., a Bibli proto nelze brát jako pramen pro starší období.
Jejich cílem však není znehodnotit Bibli, ale naopak jí dát znovu náboj, který ztratila, když se z ní od osvícenství snažilo udělat objektivní historický pramen a když Bible začala být rozdělována na „historické“ a „nehistorické“ části. Sílu Bible totiž nevidí v tom, že by snad byla popisem izraelské historie, ale v tom, že interpretuje dějinné události, jako je vysvobození národa z otroctví, odolávání útlaku a hledání sociální spravedlnosti, jako události, nad kterými má moc Bůh.

## Publikace
- Česky
  - FINKELSTEIN, Israel – SILBERMAN, Neil Asher. Objevování Bible. Svatá Písma Izraele ve světle moderní archeologie. 1. vyd. Praha: Vyšehrad, 2007. ISBN 978-80-7021-869-3.
  - FINKELSTEIN, Israel – SILBERMAN, Neil Asher. David a Šalamoun. Počátky mesianismu ve světle moderní archeologie. 1. vyd. Praha: Vyšehrad, 2010. ISBN 978-80-7429-016-9.

- Anglicky
  - The Archaeology of the Israelite Settlement, Jerusalem: Israel Exploration Society, 1988.
  - The Archaeology of the United Monarchy: An Alternative View, Levant 28 (1996).
  - Living on the Fringe, 1995.
  - David and Solomon: In Search of the Bible's Sacred Kings and the Roots of the Western Tradition, 2006, ISBN 0-7432-4362-5.